# Final Fantasy II
Final Fantasy II (japonsky ファイナルファンタジーII, Fajnaru Fantadží Cú) je videohra typu RPG od japonské firmy Square (nyní Square Enix), která tvoří druhý díl série Final Fantasy. Hra vyšla dne 17. prosince 1988 pro herní konzole NES. Později se hra dočkala několika předělávek, jež umožnily hrát ji na vícero různých platformách od dalších konzolí po mobilní telefony či tablety. Tyto edice byly vydány v jednom balení spolu s prvním dílem série. Původní verze druhého a třetího dílu pro NES byla vydána pouze pro japonský trh, a proto byla anglická verze Final Fantasy IV později nesprávně označena za Final Fantasy II.
Druhý díl série přinesl velké množství novinek a herních znaků, které se staly v následujících dílech základními stavebními kameny dané hry. Ve hře se totiž objevili poprvé chocobové, maskotové celé série, dále postava jménem Cid a také se nejednalo o pokračování příběhu prvního dílu.

## Hratelnost
Systém hry Final Fantasy II je podobný jako u prvního dílu. Hráč se může volně pohybovat v herním světě a navštívit mnoho různých měst a jiných míst. V menu lze nastavit každé postavě vybavení a dvě různé zbraně pro boj s nepřáteli. Magii lze postavě přiřadit skrze menu předmětů a některá kouzla je možné využít i mimo bitvy, například léčit členy hráčovy družiny. Předměty, zbraně a kouzla lze kupovat v obchodech a obyvatelé měst poskytují hráči užitečné informace pro další postup hrou.
Jeden ze znaků druhého dílu série je systém zapamatování slov. Při dialozích s postavami NPC se jich hráč může dotazovat a hra si poté "pamatuje" jejich důležité odpovědi jako klíčová slova, která při dotazu u jiné NPC mohou posloužit k zisku důležité informace. Podobný systém platí pro speciální předměty ukázané konkrétním NPC postavám nebo použitých na konkrétním místě.
Při boji již na rozdíl od prvního dílu nejsou v bojové aréně hráčovy postavy a nepřátelské příšery od sebe odděleny do dvou různých oken. Pod zobrazenou bojovou arénou se nachází skórovník s životy (HP) příšer a s jejich maximální hodnotou životů. Hráčova družina může bojovat s méně než čtyřmi postavami, což v prvním dílu nebylo možné. Bojový systém je však stejný jako v prvním díle a postavy se postupně střídají v tazích. Na bojovém poli je možné postavy umístit do zadní řady, kde budou kryté před fyzickými útoky, ale zůstanou zranitelné vůči nepřátelským kouzlům a šípům. Náhodným bojům s příšerami se lze vyhnout, pokud si hráč sežene chocoba, na kterém brázdí krajinu rychleji než pěšky.
Každá postava si své statistiky a dovednosti vylepšuje nikoliv postupně na základě získaných úrovní a zkušenostních bodů, ale přímo během náhodných bitev s příšerami. Místo toho se postava zlepšuje na základě toho, jaké tahy s ní hráč provede. Takto se například postava zlepší v boji s konkrétním typem zbraně, pokud ho často používá, a spolu s tím se zvedne i úroveň fyzické síly a přesnosti. Ve hře má postava tyto vlastnosti: hladina života (HP), hladina magie (MP), magická síla, výdrž, síla, odvaha, obratnost a úhyb. Hladinu životů (HP) si zvýší časem tím, že bude často obětí nepřátelských útoků, a hladinu magie (MP) častým kouzlením. Tento systém se však potýká s chybami a nevyvážením, když například hráč útočí na své vlastní postavy kvůli jejich růstu.
Hra se odehrává v bezejmenném světě s jediným rozlehlým kontinentem, obklopeným mořem. Hráč může navštěvovat různá města, jeskyně, lesy, hory, bažiny nebo pouště, kde plní různé úkoly. Po světě se pohybuje většinou pěšky, ale později může využít chocoba nebo vzducholoď.

## Postavy
Ve Final Fantasy II se součástí hráčovy družiny stane devět postav. Tři nejdůležitější postavy (Firion, Maria, Guy) jsou vždy součástí družiny a doprovází je jeden z šesti dočasných pomocných postav. Do bitvy tedy bude parta nejvýše čtyřčlenná. Níže je jejich stručný popis.
- Firion (フリオニール - Firioníru)

Jedná se o hlavního hrdinu hry. Mladý a naivní bojovník a sirotek se slabostí pro krásné ženy, jenž se přidal k rebelům, aby pomohl získat zpět svou vlast, kterou obsadilo impérium Palamecie, a mohl pomstít smrt svých rodičů.
- Maria (マリア - Maria)

Mladá dívka, jež vyrůstala společně s Firionem, kterého považuje za svého bratra. I ona hodlá osvobodit svůj domov a také chce najít svého bratra Leona, který zmizel při útoku impéria Palamecie.
- Guy nebo Gus (ガイ - Gai)

Urostlý chlapec, jenž byl v útlém mládí vychováván vlky, než ho našli a adoptovali Mariini rodiče, u kterých vyrůstal jako další bratr Firiona a Marie. Kvůli pohnutému ranému dětství není příliš hovorný, ale umí mluvit se zvířaty.
- Leon (レオンハルト - Reonharuto)

Jedná se o jediného pokrevního bratra Marie, je starší než ona. Při útoku impéria byl zajat a začal věrně sloužit impériu Palamecie jako její nový Temný rytíř. Až Maria ho přesvědčila, aby vstoupil do řad rebelů, svým zločinům coby imperiální Temný rytíř navzdory.
- Minwu (ミンウ - Minu)

Vedlejší postava, bílý mág, který sloužil královské rodině Fynnu jako poradce Hildy. K partě se přidá během jejich prvních dobrodružství a pomůže jí svým magickým uměním.
- Josef (ヨーゼフ - Józefu)

Vedlejší postava, horník, který žije se svou jedinou dcerou Nelly. Dostal od impéria, které uneslo Nelly, za úkol prozkoumat mythrilové doly, ale přidá se k partě poté, když ji Firion osvobodí.
- Gordon (ゴードン - Gódon)

Vedlejší postava, princ z Kašuanu, jenž byl zničen impériem Palamecie. Během závěrečné bitvy zbaběle uprchl a nechal tam staršího bratra Scotta zemřít. Zůstal však jediným dědicem trůnu, a tak bojoval spolu s Firionem, aby pomohl nějak uškodit impériu. Jak čas plynul, rostl z něj muž hodný nést královskou korunu, který odčinil zbabělost na začátku. Až do samého konce podporoval princeznu Hildu, vůdkyni rebelie.
- Leila (レイラ - Reira)

Vedlejší postava, mladá pirátka, která vede ostatní piráty v okolí Paloomu. Hodlala Firionovu družinu okrást, ale byla při tomto pokusu poražena. Firion jí však nabídl vstup do řad rebelů, kde se nakonec sehrála velkou úlohu při dobytí hradu Fynn.
- Ricard Highwind nebo Gareth (リチャード・ハイウインド - Ričádo Haiuindo)

Vedlejší postava, poslední dragoun z Deistu, který přežil masakr všech ostatních dragounů rukou impéria, protože byl na výpravě za svitkem Ultima a uvízl ve chřtánu Leviathana. Zde ho nalezla Firionova družina a povzbuzen jejich hrdinstvím se rozhodl jim pomoci svrhnout impérium, a zároveň tak pomstí smrt ostatních dragounů.
- Scott (スコット - Sukotto)

Vyskytuje se jako hratelná postava pouze v edici Final Fantasy I & II: Dawn of Souls při plnění vedlejšího úkolu Duše ze znovuzrození (Soul of Rebirth) Jinak je to korunní princ z Kašuanu, Gordonův starší bratr, který padl v boji s impériem Pamamecie.

## Seznam vydání a edicí
Final Fantasy II byl několikrát vydáván i předěláván pro mnoho různých herních platforem. V mnoha případech byl součástí jediného balíčku společně s Final Fantasy I. Všechny předělávky obsahují totožný příběh i totožný bojový systém, ale obsahují některé změny v grafice, zvukovém provedení nebo ve speciálních elementech hry.
| Název                               | Rok vydání | Stát                | Systém                                   | Vývojář         | Vydavatel                      | Poznámky |
| ----------------------------------- | ---------- | ------------------- | ---------------------------------------- | --------------- | ------------------------------ | --- |
| Final Fantasy II                    | 1988       | Japonsko            | Nintendo Entertainment System            | Square          | Square                         | Původní vydání |
| Final Fantasy I・II                 | 1994       | Japonsko            | Nintendo Entertainment System            | Square          | Square                         | Několik zněm v grafice |
| Final Fantasy II                    | 2001       | Japonsko            | WonderSwan Color                         | Square          | Square                         | Přidána grafika pozadí při bitvách, překresleny herní sprajty                                                                      |
| Final Fantasy Origins               | 2002 2003  | Japonsko USA Evropa | PlayStation                              | Tose            | Squaresoft                     | Nová, detailnější grafika, předělaná hudba, přidány videosekvence, galerie a vylepšen systém ukládání hry                          |
| Final Fantasy I & II: Dawn of Souls | 2004       | Japonsko USA EUR    | Game Boy Advance                         | Tose            | Nintendo                       | Přidány čtyři lokace, aktualizace bestiáře a několik drobných vylepšení                                                            |
| Final Fantasy II                    | 2005       | Japonsko            | Mobilní telefon                          |                 | Square Enix Namco Bandai Games | Zpracování je lepší než u původního vydání, ale horší než u předešlých dvou předělávek                                             |
| Final Fantasy II                    | 2007 2008  | Japonsko USA Evropa | PlayStation Portable                     | Tose            | Square Enix                    | Grafika překreslena pro vysoké rozlišení, další videosekvence a předělaná hudba, bonusové lokace a vylepšení z edice Dawn of Souls |
| Final Fantasy II                    | 2009       | Japonsko            | Wii Virtual Console                      |                 | Square Enix                    | Opětovné vydání původní verze hry prostřednictvím Virtual Console                                                                  |
| Final Fantasy II                    | 2009 2012  | Japonsko USA        | PlayStation Store (PSOne Classics)       | Square Co.      |                                | Opětovné vydání verze pro PlayStation prostřednictvím PSOne Classics                                                               |
| Final Fantasy II                    | 2010       | celý svět           | iOS                                      | Square Enix     | Square Enix                    | Základem této verze je ta pro PSP                                                                                                  |
| Final Fantasy II                    | 2011       | Japonsko Evropa     | PlayStation Store (stahovatelné pro PSP) | Square Enix     |                                | Verze pro PSP byla vydána jako stahovatelná PSP hra                                                                                |
| Final Fantasy II                    | 2012       | celý svět           | Android                                  | Matrix Software | Square Enix                    | Základem této verze je ta pro iOS                                                                                                  |
| Final Fantasy II                    | 2012       | Japonsko            | Nintendo 3DS Virtual Console             |                 | Square Enix                    | Opětovné vydání původní verze hry prostřednictvím Virtual Console                                                                  |
| Final Fantasy II                    | 2013       | Japonsko            | Wii U Virtual Console                    |                 | Square Enix                    | Opětovné vydání původní verze hry prostřednictvím Virtual Console                                                                  |
| Final Fantasy I & II Advance        | 2016       | Japonsko            | Wii U Virtual Console                    | Square          | Square Enix                    | Opětovné vydání verze hry pro Game Boy Advance prostřednictvím Virtual Console                                                     |
| Final Fantasy II                    | 2021       | celý svět           | Microsoft Windows (Steam) Android iOS    | Square Enix     | Square Enix                    | 2D předělávka původní hry |